# SZZSD F
Az SZZSD F sorozat egy Szovjet 25 kV 50 Hz-es AC áramrendszerű, Co'Co' tengelyelrendezésű tehervonati villamosmozdony-sorozat volt. 1959 és 1960 között gyártotta az Alsthom. Összesen 50 db készült belőle. 1987-ben selejtezték.
A 07-es pályaszámú mozdony a Szentpétervári Vasúttörténeti Múzeumban van kiállítva.